# Ноэль, Наташа
Наташа Ноэль (род. 1997, Мумбаи) — индийский инструктор по йоге, танцовщица и медийная личность. В 2019 году она была названа одной из 100 вдохновляющих и влиятельных женщин со всего мира.

## Жизнь и карьера
Ноэль родилась в 1997 году в Махараштре, в Мумбаи. Ноэль потеряла мать, когда ей было три года. Она страдала от жестокого обращения и попала в аварию. После выздоровления она построила длительные отношения, но её бойфренд разорвал их. Затем она занялась йогой и танцами, чтобы справиться со стрессом. Ноэль поступила в Институт йоги в Санта-Круз, затем изучала йогу в Аштанга Виньясе в Майсуре. Попала в список 100 женщин Би-би-си за 2019 год.